# Алиев, Тофиг Валех оглы
Тофиг Алиев (азерб. Tofiq Əliyev; род. 29 ноября 2004) — азербайджанский гимнаст.

## Карьера
Родился 29 ноября 2004 года. Выступает в дисциплине «прыжки на батуте (тамблинг)».
Кандидат в мастера спорта.
Член национальной сборной Азербайджана по тамблингу.
Тренерами являются Адиль Гусейнзаде, Рахиб Алиев.
Чемпион Азербайджана по тамблингу 2017 года.
В 2017 году на международном турнире в Санкт-Петербурге занял 4 место. На турнире в Ставрополе занял 2 место, в Краснодаре — 1 место. Занял 1 место на чемпионате Украины по тамблингу 2017 года.
На чемпионате Европы по прыжкам на батуте и тамблингу 2021, прошедшем в Сочи, Россия, занял третье место в командном зачёте.
На мировых соревнованиях по возрастным группам 2022 (София, Болгария) занял 2 место.
На чемпионате Великобритании по тамблингу 2022 занял 3 место (Бирмингем).
В июне 2022 года на чемпионате Европы по прыжкам на батуте и тамблингу 2022, прошедшем в Римини (Италия) занял второе место в командных соревнованиях.
На чемпионате Азербайджана по тамблингу 2022 занял второе место.
На чемпионате Баку по тамблингу 2022 занял третье место.
В марте 2022 года на 9-м международном турнире «Вавель» (Краков, Польша) занял второе место.
На чемпионате Великобритании по тамблингу 2023 занял 1 место (Бирмингем).
На Кубке мира 2023 по тамблингу в Палм-Бич (США) занял второе место.
На международном турнире «Вавель 2023» (Краков, Польша) занял второе место.
В октябре 2023 года на турнире «Tumbling French Cup 2023» (Париж, Франция) завоевал золотую медаль в командном зачёте.
В апреле 2024 года завоевал серебряную медаль, а также золотую медаль в командном турнире на чемпионате Европы по прыжкам на батуте 2024 (Гимарайнш, Португалия).
7 декабря 2024 года победил на соревнованиях «FaceOFF» в Хернинге (Дания).
10 августа 2025 года на Всемирных играх 2025 завоевал серебряную медаль, набрав 30,500 балла.